# Bandad barbett
Bandad barbett (Lybius undatus) är en fågel i familjen afrikanska barbetter inom ordningen hackspettartade fåglar.

## Utseende och läte
Bandad barbett är en medelstor barbett med svart rygg, tvärbandad buk och en röd fläck ovan näbben. Utseendet varierar geografiskt, med strupen alltifrån fläckad till helsvart och huvudet svart med tunt vitt ögonbrynsstreck eller svartvitt. Arten är inte särskilt ljudlig, men dämpade raspiga ljud kan höras. 

## Utbredning och systematik
Bandad barbett förekommer i höglänta områden i Etiopien och Eritrea och delas in i fyra underarter med följande utbredning:
- Lybius undatus thiogaster – Eritrea och nordöstra Etiopien
- Lybius undatus undatus – nordvästra till centrala Etiopien
- Lybius undatus leucogenys – sydvästra och södra till centrala Etiopien
- Lybius undatus salvadorii – sydöstra Etiopien

## Status och hot
Artens populationstrend är okänd, men utbredningsområdet är relativt stort. Internationella naturvårdsunionen IUCN anser inte att den är hotad och placerar den därför i kategorin livskraftig. Världspopulationen har inte uppskattats men den beskrivs som lokalt och oftast ovanlig, dock vanligare i södra delen av utbredningsområdet.